# Следствие ведут ЗнаТоКи. Пуд золота
«Пуд золота» — 6-серийный художественный детективный фильм из цикла «Следствие ведут ЗнаТоКи».

## Сюжет
В подмосковном посёлке совершено жестокое двойное убийство — погибла местная жительница Настасья Петровна Углова и снимавшая у неё комнату молодая девушка. Убийцу искать не приходится — является с повинной ухажёр убитой девушки Смурин. Свой поступок он объясняет состоянием аффекта на почве ревности, настойчиво пытается предстать психически больным. И лишь один из сотрудников прокуратуры, следователь Канделаки, сам когда-то проживавший в злосчастном посёлке, не верит в официальную версию. Он знает, что сын Угловой, Николай, отбывает срок за участие в перевозках краденого золотого песка. Следователь выяснил, что при раскрытии масштабных хищений золота с приисков примерно 16 кг (1 пуд) песка «потерялся», и утаил его именно Углов. Таким образом, веский мотив налицо — именно золото является причиной трагедии. Проходит три года, Николай Углов возвращается из заключения, и Канделаки возбуждает повторное расследование в свете вновь открывшихся обстоятельств. Он вполне оправданно подозревает в соучастии двух жителей посёлка — зажиточного и скупого Жбанова и деревенского дурачка-пьяницу Попкова. На прошлом суде по обвинению Смурина эти двое были просто свидетелями, якобы обнаружившими свежие следы двойного убийства.
Параллельно Знаменский вынужден расследовать ряд других преступлений — серию заказных убийств и киберпреступления, связанные с незаконным проникновением в банковские и судебные компьютерные сети. Как выясняется, их исполнители тесно связаны и составляют организованную преступную группировку под руководством бывшего адвоката.
Следствие ведут не только Знатоки (Знаменский, Томин и Китаева — ученица покойной Зины Кибрит), в фильме действует большая следственная группа, показаны тяжеловооружённые бойцы ОМОН. Полковник Томин, вернувшийся из Франции, где он сотрудничал с Интерполом, также включается в работу, блестяще проводит внутрикамерную разработку убийцы Смурина. Бывший следователь МУР Зыков, раскрывший аферу коллекционеров по изготовлению поддельных предметов искусства (Подпасок с огурцом) теперь служит в частном охранном агентстве у крупного капиталиста и является заинтересованным лицом. Он предоставляет Знаменскому богатейшие возможности по сбору оперативной информации.
Не выдержав жутких подробностей допроса преступников во время следственного эксперимента по воссозданию сцены убийства его матери, Николай Углов добровольно выдаёт следствию мешок с золотым песком, который стал причиной его личной трагедии. Теперь полностью выявлен корыстный мотив преступления, и, пользуясь замешательством подозреваемых, Канделаки добивается чистосердечного признания Смурина.

## Художественные особенности фильма
В фильме появляются специфические реалии постсоветской России — валютные операции, ставшие легальными, частные охранные и адвокатские структуры, Интернет, хакеры и их сленг, мобильные телефоны и Тамагочи, киллер и его амуниция, проститутки, частная собственность и комплекс проблем, с ней связанных, высокотехнологичное оборудование для слежки и прослушивания, новые правовые нормы, права человека, а также портрет Путина над столом Знаменского. Киллер демонстрирует техническую новинку — накладные отпечатки пальцев, которые оставляют на оружии ложные следы.
Сами преступления стали значительно более кровавыми — фильм начинается с двойного убийства, совершённого с особой жестокостью, на протяжении фильма киллер (по совместительству — талантливый ветеринарный врач) убивает нескольких человек, также нарочитым промахом мимо головы запугивает судью, который впоследствии приговорил Смурина к слишком мягкому наказанию. Сообщница хакера, совершающая хищения валюты в банке, заподозрив вызов милиции, спешно покидает место преступления, и её на глазах зрителя насмерть сбивает автомобиль. Показаны сцены жёсткого задержания опасных преступников.

## В ролях
| Актёр            | Роль             |
| ---------------- | ---------------- |
| Георгий Мартынюк | Знаменский       |
| Леонид Каневский | Томин            |
| Лидия Вележева   | Китаева          |
| Вера Васильева   | мать Знаменского |
| Надежда Нечаева  | жена Томина      |
| Игорь Бочкин     | Канделаки        |
| Борис Щербаков   | Зыков            |
| Игорь Скляр      | Углов            |
| Гоша Куценко     | Смурин           |

| Актёр             | Роль                   |
| ----------------- | ---------------------- |
| Николай Чиндяйкин | Никита Авдеич          |
| Роман Мадянов     | Жбанов                 |
| Александр Числов  | Попков                 |
| Мария Порошина    | Вера Иванова — Жбанова |
| Андрей Смоляков   | следователь Юрьев      |
| Юрий Мосейчук     | хакер Алик             |
| Ольга Сутулова    | Женя                   |
| Виктор Конисевич  | киллер                 |